# Калмицький військовий уряд

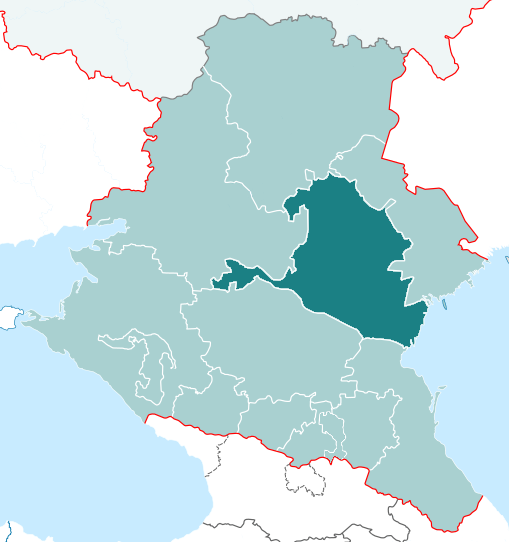
Калмикія у сучасних кордонах

Калмицький військовий уряд (рос. Калмыцкое войсковое правительство) — орган влади калмицького народу в 1917–1919 роках.

## Перший з'їзд калмицького народу
Через місяць після Лютневої революції, 26-27 березня 1917 в Астрахані відбувся перший з'їзд представників калмицького народу. Були представлені тільки калмики Астраханської губернії, де проживала більша частина народу.
На з'їзді було обрано Центральний (виконавчий) комітет з управління калмицьким народом (ЦК УКН, ЦИК УКН) у складі п'яти членів і п'яти кандидатів, який мав замінити царське Управління калмицьким народом.
Були прийняті рішення про рух за створення самостійної калмицької губернської області, утворювалися виборні улусні та аймачні виконкоми. Заявлялося, що «Центральний комітет є повністю самостійним у справах управління калмицьким народом, але у справах загальногубернських бере участь через своїх представників у губернському комітеті».
Член Комітету князь Данзан Тундутов, батько якого обирався депутатом Державної думи в 1906 році, так характеризував дві течії в Комітеті: «одна, очолювана Баяновим, кадетом за переконаннями, інша — Очіровим — калмицьким націоналістом, до другої прилучався і я».
Радянські історики Калмикії стверджували, що одна течія в калмицькому національному русі виступала за введення земств і демократизацію громадського життя Калмикії, друга — за переведення калмиків у стан козаків та за конституційно-монархічну Росію.

## Демонстрація та символіка
Після з'їзду його учасники під звуки «Марсельєзи» урочистою ходою пройшли до Астраханської міської думи. На прапорі процесії «було прикріплене зображення бурхана», тобто Будди або одного з божеств тибетського буддизму. Про колір прапора та форму «бурхана» не повідомляється.

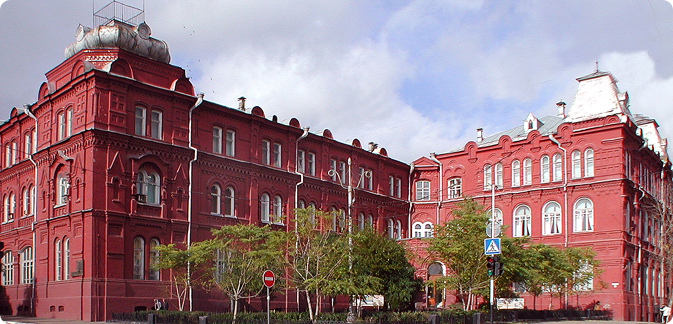
Міська дума Астрахані, перед якою відбувся калмицький мітинг
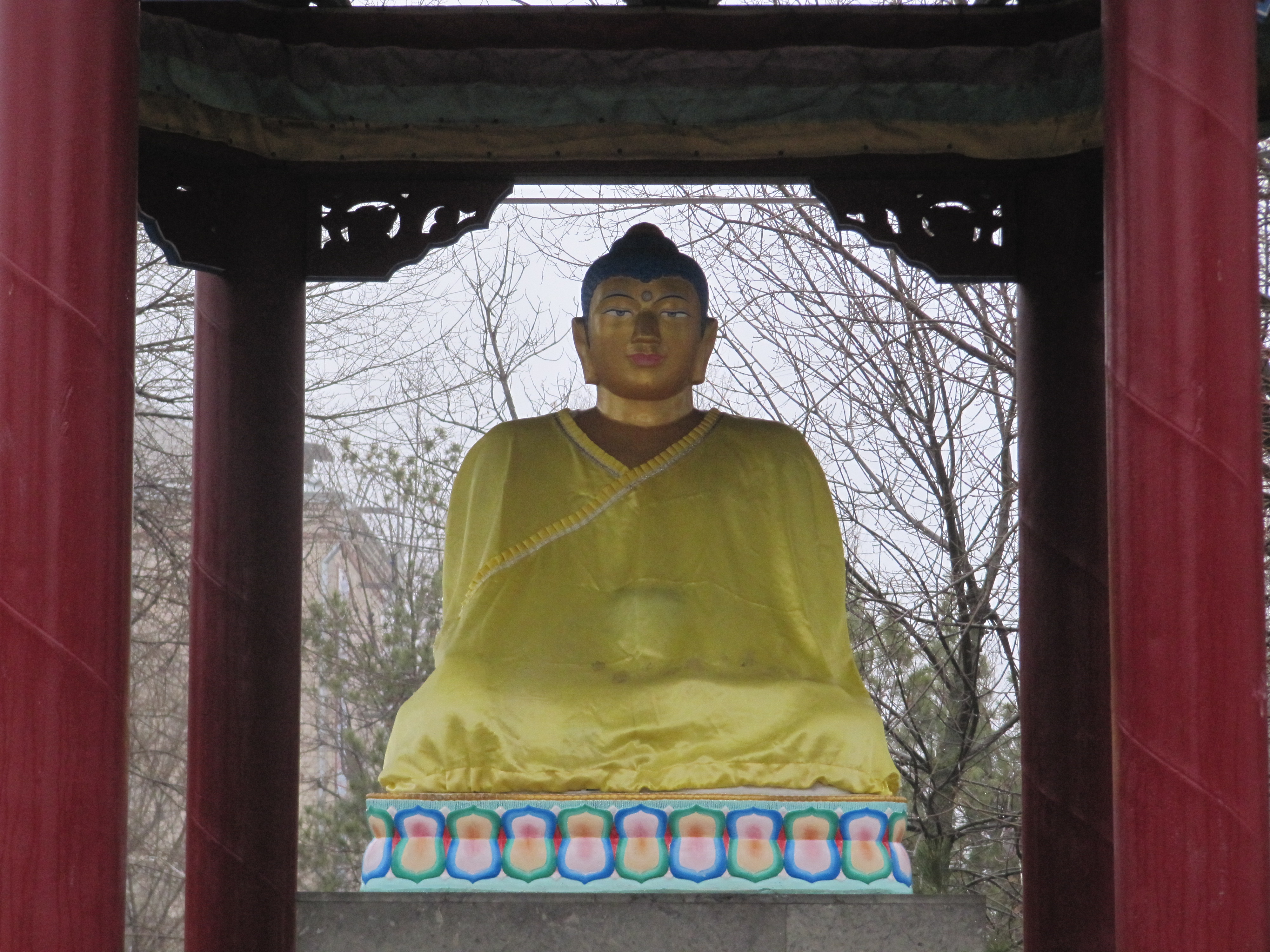
Сучасна буддійська скульптура в Калмикії
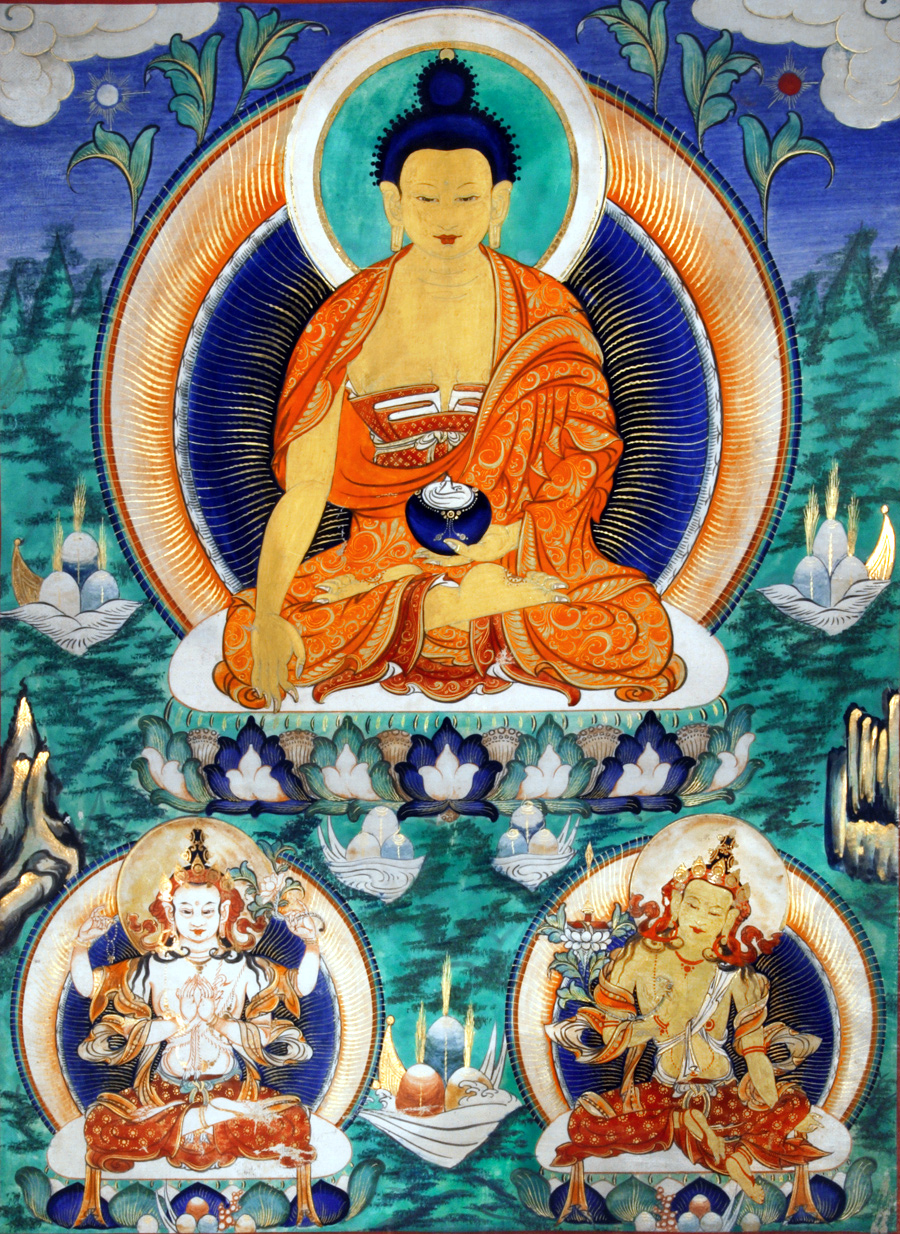
Монгольська тхангка
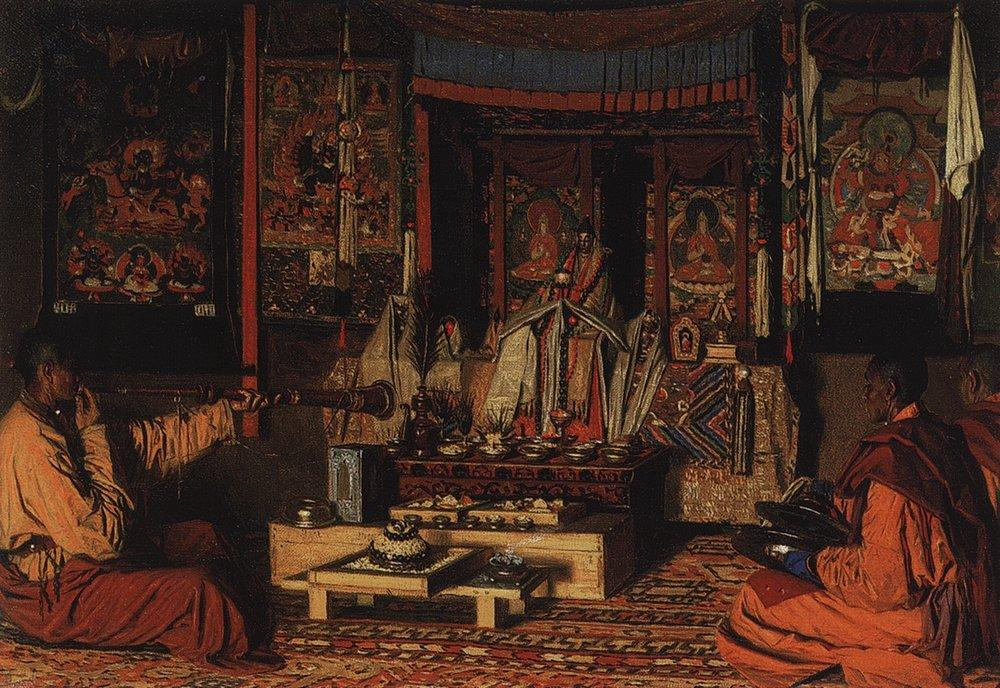
"Калмицька молільня" Василя Верещагіна з розвішаними тхангками
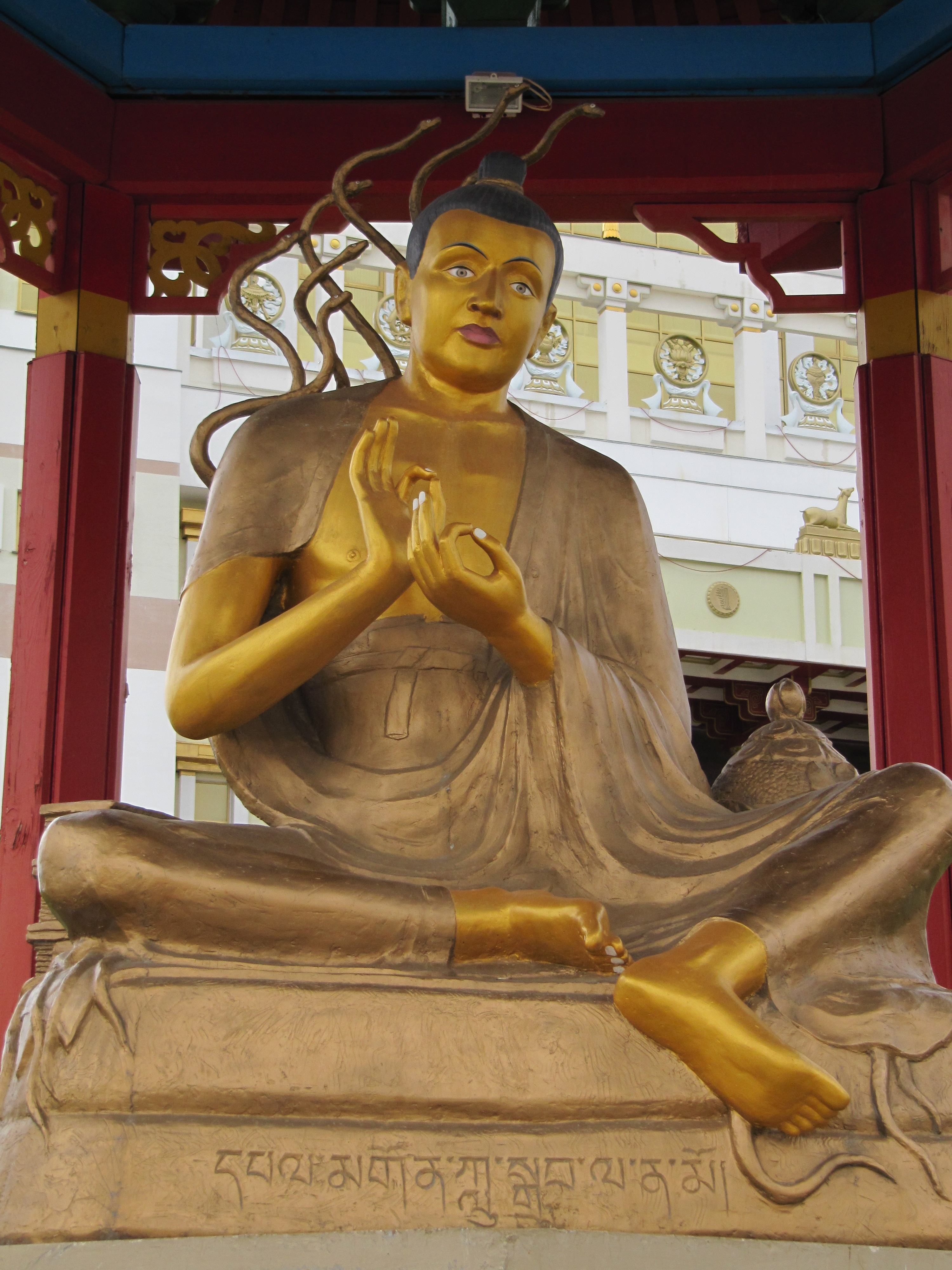
Сучасна буддійська скульптура в Калмикії

## Подальші з'їзди калмиків

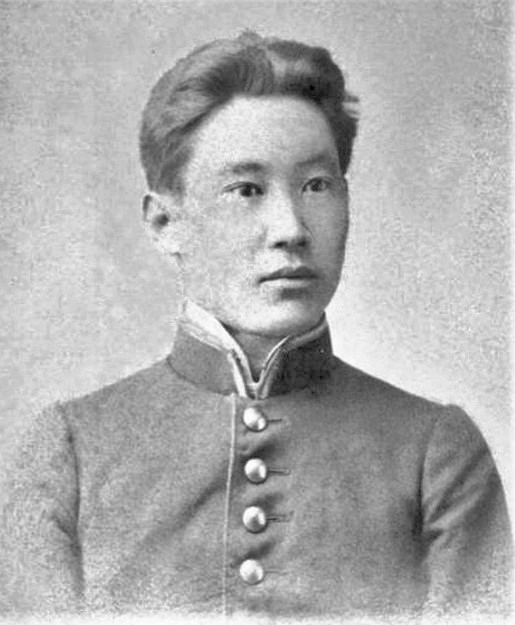
Номто Очіров

Очіров та Тундутов у травні перебували в Петербурзі, щоби заявити протест щодо запланованого розділу Астраханської губернії та запропонувати створення калмицької автономії, однак не знайшли тоді підтримки в Тимчасовому уряді.
6-7 червня в Астрахані відбувся з'їзд калмиків усіх областей — Астраханської губернії, Області Війська Донського, Ставропольської губернії та Терської області, 24-25 липня — ще один з'їзд.
На з'їздах були ухвалені рішення про перехід калмиків до козацького стану та організацію земств.
1 липня рішенням Тимчасового уряду території астраханських і терських калмиків були виділені в окрему одиницю самоврядування під назвою «Калмицьке степове земське управління».

## Калмицький військовий уряд

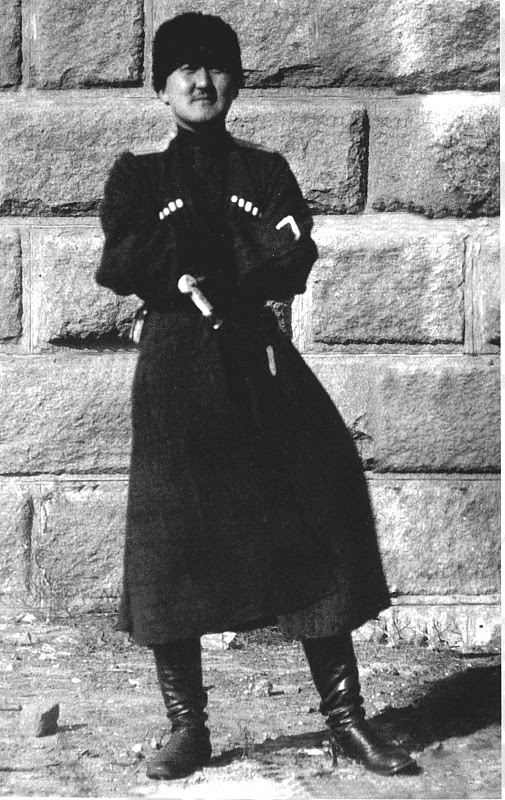
Данзан Тундутов

Процес включення калмиків до складу Астраханського козацького війська розтягнувся на всю другу половину 1917 року, пройшло декілька спільних і окремих засідань козаків та калмиків.
В листопаді 1917 року збирається калмицьке козацьке коло, яке перейменовує ЦК УКН у Калмицький військовий уряд. Під час кругу була затверджена «козацька конституція» та договір про входження до Південно-Східного Союзу.
У грудні 1917 відбулося засідання Малого законодавчого кола, на якому Данзан Тундутов обирається отаманом Калмицького козацького війська.
З листопада також починається видання газети «Ойратські вісті» (редактор — Номто Очіров). Виходить шість випусків газети, останній з яких — 11 січня, перед початком антибільшовицького повстання у Астрахані.
У січні 1918 року починається повстання астраханських козаків проти більшовиків, у якому беруть участь декілька новосформованих сотень калмицьких козаків. Повстання зазнало поразки після двох тижнів вуличних боїв, і Калмицькій військовий уряд відступив до Калмицького степу та Дону.

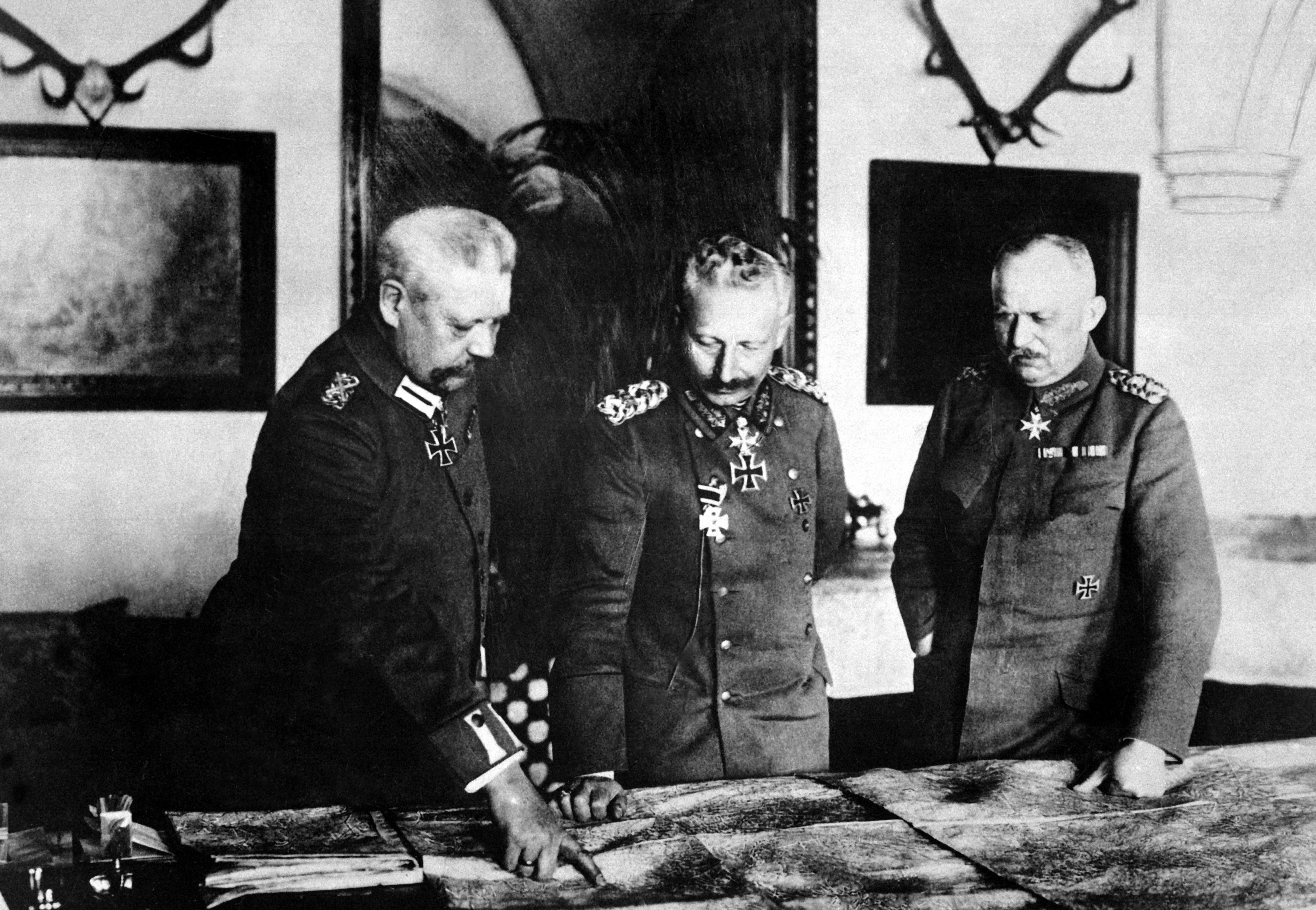
Берлінські співрозмовники Тундутова — Гінденбург, Вільгельм II, Людендорф

У березні-квітні Тундутов перебував у Батумі, де разом з урядом Південно-Східного Союзу вів перемовини з Німеччиною, яка в той час допомагала УНР звільнити Східну Україну від більшовиків.
У квітні 1918 року на запрошення Німеччини делегація кавказьких республік і козацьких військ відвідує Берлін. Тундутов зустрічається в Німеччині з військовими лідерами (Пауль фон Гінденбург, Еріх Людендорф) та кайзером Вільгельмом II.
Як писали пізніше у калмицькому емігрантському журналі «Ковильні хвилі», на зустрічі з імператором Тундутов заявляв, що «козаки, не вважаючи себе росіянами, відчувають до більшовиків непримиренну ворожнечу». Як стверджує історик У. Б. Очіров, «у його описі майбутній козацько-калмицький бунт набував характер не тільки антирадянського, але і національного сепаратистського руху».

## Калмицький військовий уряд та білий рух

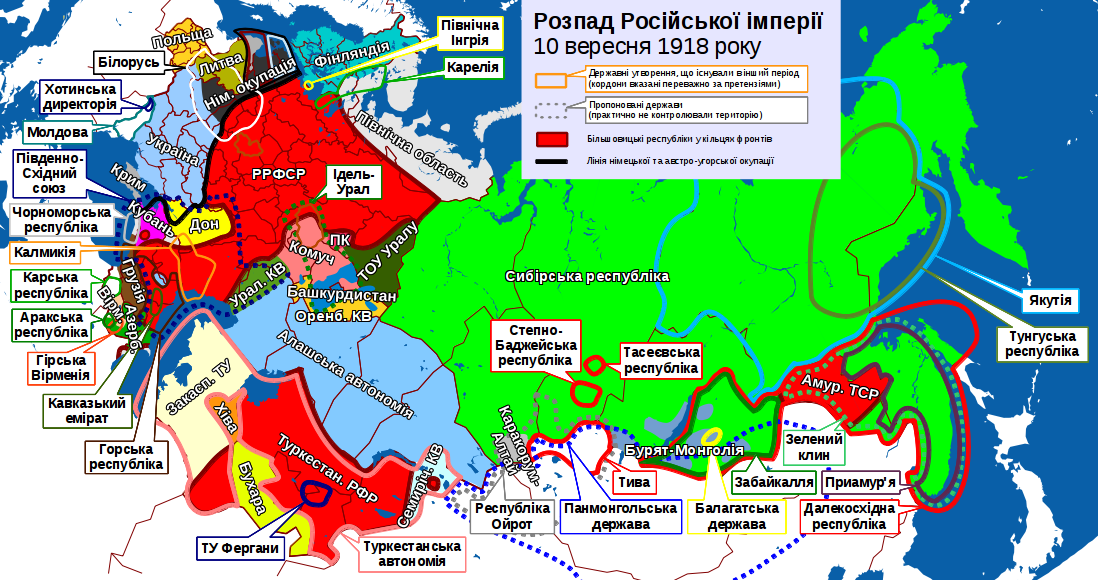
Калмикія на карті розпаду Російської імперії

З Німеччини на Кавказ Тундутов повертається через Київ, однак, як він сам стверджував у «Сповіді», написаній пізніше у радянській в'язниці, не мав у місті справ та перебував у ньому тільки кілька годин. А проте після прибуття на вже визволений від більшовиків Дон Тундутов за сприяння гетьмана Скоропадського починає формувати Астраханську армію (пізніше — Астраханський корпус, Астраханська бригада, Астраханська дивізія).
Відновлюється робота калмицького уряду. На визволених калмицьких землях Тундутов призначає улусних отаманів. У травні 1919 року в рамках боротьби з автономістськими рухами Денікін усуває Тундутова від керівництва Астраханським козацьким військом, а Очірова виводить зі складу Калмицького військового уряду.
У відповідь Тундутов організував новий з'їзд калмицького народу у калмицьких степах та намагався створити окреме калмицьке Волзьке козацьке військо. Після цього деякий час він був вимушений перебувати закордоном в Азербайджанській Демократичній Республіці, пізніше повернувся до Калмикії, евакуювався з білими військами до Криму і далі до Стамбулу.

## Еміграція

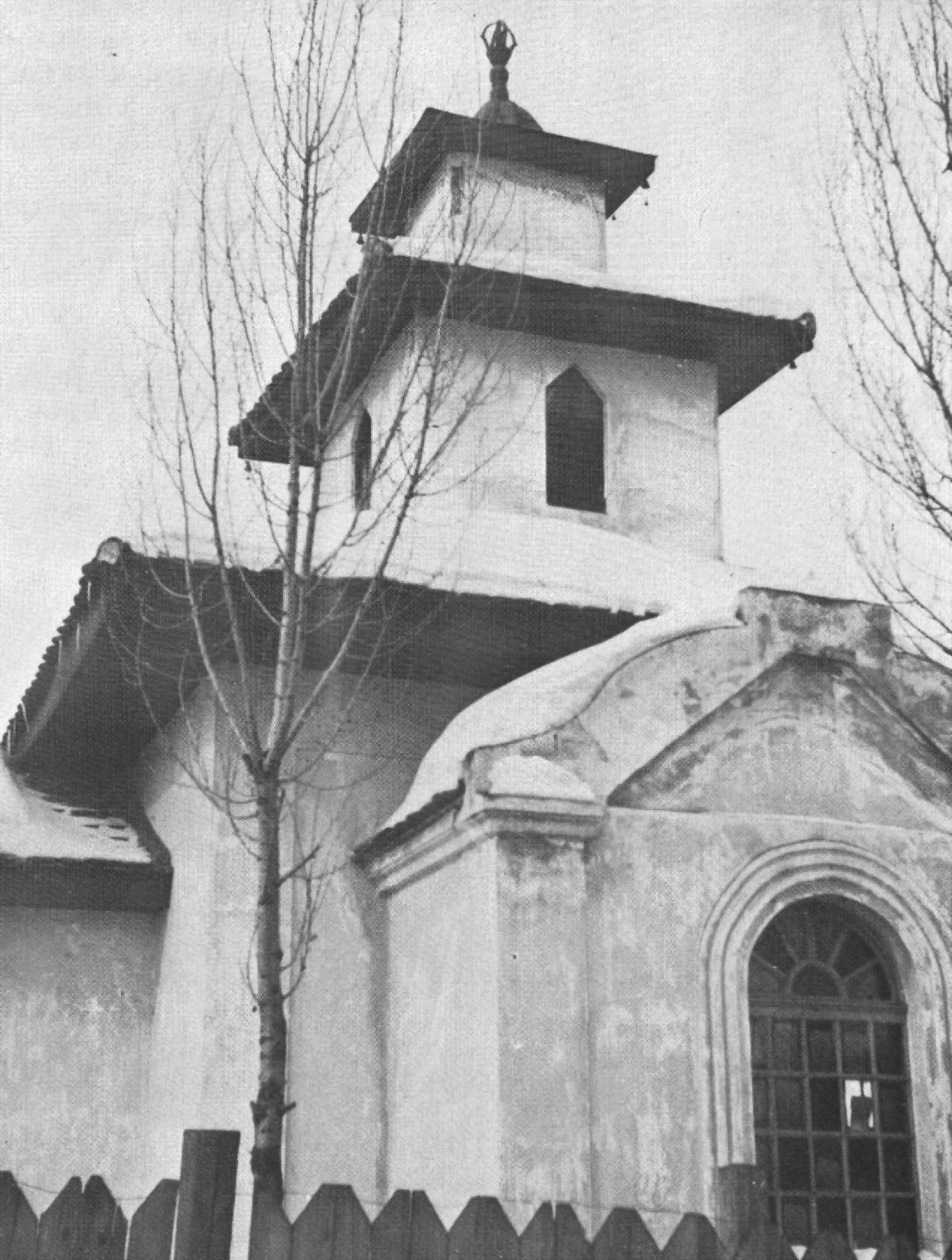
Калмицький буддійський храм у Белграді

Після евакуації Військових сил Півдня Росії з Криму до Туреччини близько тисячі калмиків опинилися в еміграції. Вони оселилися в Сербії, Чехії, а також інших країнах Центральної і Західної Європи.
Данзан Тундутов, повіривши обіцянкам про амністію, у 1923 році повернувся до СРСР і був розстріляний.
У Белграді калмицькі емігранти заснували буддійський храм, у Празі діяла політична організація Хальмг Тангчін Туґ, видавався журнал «Ковильні хвилі» та інші часописи.
Частина емігрантів взяла участь у створенні Калмицького національного комітету в нацистській Німеччині та Калмицького кавалерійського корпусу.